# Schwarzschildmetriek
De schwarzschildmetriek, genoemd naar Karl Schwarzschild, ook wel met schwarzschildoplossing aangeduid, is een exacte, asymptotisch vlakke, statische en sferisch symmetrische metrische tensor die een oplossing is van de einstein-vergelijking in het geval van een puntmassa. Deze tensor beschrijft onder meer tijddilatatie door beweging en door nabijheid van een sferisch symmetrische massa. Hij beschrijft daarmee ook hoe een zwart gat eruitziet volgens de algemene relativiteitstheorie.

## Geschiedenis en context
De algemene relativiteitstheorie van Einstein volgde de gravitatietheorie van Newton op als een meer precieze beschrijving van zwaartekracht. Hoewel eleganter, is de theorie van Einstein wiskundig gezien aanzienlijk moeilijker. Ook de evolutie van gravitationele systemen is moeilijker te beschrijven. De relatief eenvoudige gravitatiewet van Newton wordt immers vervangen door de (veel ingewikkeldere) Einstein-vergelijkingen. Toen Einstein zijn theorie publiceerde, was het niet duidelijk of er wel exacte oplossingen van zijn vergelijkingen zouden bestaan. (Oorspronkelijk dacht hij zelf van niet.) Daarnaar werd echter wel gezocht, aangezien zo een oplossing veel inzicht zou verstrekken in de geometrie en gravitatie rondom een puntmassa in relativiteitstheorie. Het was dan ook een verrassing dat amper een jaar na het publiceren van zijn theorie (in 1916) een exacte oplossing verscheen. Deze werd gevonden door Karl Schwarzschild. De oplossing zegt hoe de metriek eruitziet rondom een puntmassa. Dat geeft meteen ook inzicht in de beweging van andere kleine massa's in de aanwezigheid van een grote centrale massa. Maar de oplossing die Schwarzschild vond, heeft een bijzondere eigenschap. Er is een punt waar de gravitationele aantrekking zo groot is, dat geen voorwerpen kunnen ontsnappen. Dit noemt men waarnemingshorizon. Hoewel men zou kunnen stellen dat dit de oplossing onrealistisch maakt, heeft dit een diepere betekenis. Vandaag de dag weten we dat, indien men de massa van een voorwerp samenperst in een punt, het object een zwart gat vormt. Omdat voor de oplossingen van Schwarzschild de massa in één punt wordt verondersteld, heeft de oplossing automatisch de structuur van een zwart gat. De straal (afstand tot centrale massa) op dewelke de horizon zich bevindt, noemt men nu de schwarzschildstraal.

## De oplossing
De metrische tensor van Schwarzschild ziet eruit als volgt:
{\displaystyle (g_{\mu \nu })={\begin{bmatrix}1-{\frac {r_{s}}{r}}&0&0&0\\0&-(1-{\frac {r_{s}}{r}})^{-1}&0&0\\0&0&-r^{2}&0\\0&0&0&-r^{2}\sin ^{2}\theta \end{bmatrix}}}
Er geldt dus:
{\displaystyle c^{2}{\rm {d}}\tau ^{2}=\left(1-{\frac {r_{s}}{r}}\right)c^{2}{\rm {d}}t^{2}-{\frac {{\rm {d}}r^{2}}{1-{\frac {r_{s}}{r}}}}-r^{2}\left({\rm {d}}\theta ^{2}+\sin ^{2}\theta \,d\varphi ^{2}\right)}
Hierbij is {\displaystyle \tau } de eigentijd van een plaatselijk testdeeltje, {\displaystyle t} de tijdscoördinaat voor een waarnemer op afstand,  {\displaystyle r} de radiële parameter en {\displaystyle \theta } en  {\displaystyle \phi } de azimutale en polaire hoek. De parameter {\displaystyle r_{s}} is gegeven door
{\displaystyle r_{s}={\frac {2GM}{c^{2}}}} (de schwarzschildstraal)
met {\displaystyle G} de gravitatieconstante en {\displaystyle c} de lichtsnelheid. (Merk op dat bij het ontbreken van een centrale massa dit reduceert tot het geval van tijdachtige scheiding in een Minkowski-ruimte).
Voor een foton geldt altijd {\displaystyle {\rm {d}}\tau =0}. We zien dus dat de radiale lichtsnelheid in de hier gebruikte coördinaten {\displaystyle \left(1-{\frac {r_{s}}{r}}\right)c} is. Eventuele benadering door een foton (of object) tot op de schwarzschildstraal zonder in de centrale massa binnen te dringen is alleen aan de orde als de straal van de centrale massa kleiner is, dit is bij een zwart gat. Uit de genoemde formule volgt dat een foton naar een zwart gat een resterende afstand tot de schwarzschildstraal heeft die ongeveer exponentieel dalend is in de coördinaattijd {\displaystyle t.} In omgekeerde richting doet een foton even lang over hetzelfde traject. Daardoor kan de waarnemer op afstand niet een object de schwarzschildstraal zien bereiken. Nog afgezien van het feit dat met de roodverschuiving ook de intensiteit zeer sterk afneemt, zou het lijken of de afstand van het object tot de schwarzschildstraal slechts exponentieel met de tijd zou dalen.
De metriek wordt singulier: de {\displaystyle g_{tt}}-component wordt nul en de {\displaystyle g_{rr}}-component wordt oneindig. Dit is echter het gevolg van de gebruikte coördinaten. Plaatselijk gezien gaat een foton of object verder naar binnen, een foton met de lichtsnelheid, en een object met steeds grotere versnelling.
Het boloppervlak met straal {\displaystyle r_{s}} komt overeen met de horizon van het zwarte gat. Een voorwerp dat hier voorbijgaat, kan niet meer terugkeren naar de buitenwereld.